# Pramaggiore
Pramaggiore (em vêneto Pramajor) é uma comuna italiana da região do Vêneto, província de Veneza, com cerca de 3.985 habitantes. Estende-se por uma área de 24 km², tendo uma densidade populacional de 166 hab/km². Faz fronteira com Annone Veneto, Chions (PN), Cinto Caomaggiore, Portogruaro, Pravisdomini (PN).

## Demografia
| Variação demográfica do município entre 1861 e 2011                               |
|                                                                                   |
| Fonte: Istituto Nazionale di Statistica (ISTAT) - Elaboração gráfica da Wikipedia |